# Lista de prefeitos de Abaíra
Esta é uma lista de prefeitos do município brasileiro de Abaíra, localizado no interior da Bahia, na Chapada Diamantina.
O cargo de prefeito foi criado em 11 de abril de 1835, pela assembleia provincial paulista, em reação aos amplos poderes conferidos pelo Código de Processo Criminal de 1832 às câmaras municipais. Seguiram o exemplo paulista seis províncias do nordeste brasileiro (Alagoas, Ceará, Maranhão, Paraíba, Pernambuco e Sergipe).
Sob a vigente ordem constitucional, essa designação é dada ao funcionário público do Poder Executivo municipal, que exerce seu cargo em função de uma legislatura (mandato), sendo para tanto eleito a cada quatro anos, podendo ser reeleito por mais 4 anos (segundo mandato).
Funções
O poder executivo municipal chefia a administração e comanda os serviços públicos, tendo como comandante o prefeito.
A partir da constituição brasileira de 1934, o cargo de prefeito passou a ser o único, em todo o Brasil, ao qual estão atribuídas as funções de chefe do poder executivo do governo local, em simetria aos chefes dos executivos da União e do estado, portanto, em forma monocrática. Este texto quer dizer que deverá haver harmonia e integração de ação entre as esferas envolvidas sem a intervenção de uma na outra, exceto nos casos previstos na Constituição Federal.
Eleições
O prefeito é eleito por sufrágio universal, secreto, direto, em pleito simultâneo em todo o País, realizado a cada quatro anos, no primeiro domingo de outubro.
E trinta dias após tem lugar o segundo turno, se o eleito em primeiro lugar não atingir 50% dos votos válidos mais um voto, no caso de municípios com mais de duzentos mil eleitores.
Conforme a legislação eleitoral atual no Brasil para tornar-se elegível, exige-se uma série de requisitos;
- Possuir nacionalidade brasileira ou portuguesa (neste caso, o cidadão português deve se encontrar amparado pelo Estatuto de Igualdade entre Portugueses e Brasileiros),
- Título de eleitor em dia e estar em gozo pleno do exercício dos direitos políticos,
- Domicilio eleitoral na circunscrição na qual o candidato se apresenta,
- Filiação partidária,
- Ser alfabetizado (tópico invalidado pela atual constituição brasileira de 1988),
- Desincompatibilização de cargo público — Se ocupa um cargo público deve sair seis meses antes das eleições e voltar caso possa só após seis meses ao pleito eleitoral,
- Renúncia de outro mandado até seis meses antes do pleito e não ser parente afim ou consangüíneo, até segundo grau, ou cônjuge de titular de cargo eletivo; pode, entretanto, ser candidato à reeleição (artigo 14 da Constituição),
- Ter idade mínima de 21 anos.

## Lista de prefeitos
| Nº  | Nome                          | Imagem                            | Partido                                          | Início do mandato       | Fim do mandato                          | Observações                                    | Fontes |
| 1°  | João Hipólito Rodrigues       |                                   | Partido Social Democrático PSD                   | 7 de abril de 1963      | 30 de janeiro de 1967                   | Prefeito eleito pelo eleitorado municipal      | [ 3 ]  |
| 2°  | Eumar Pereira                 |                                   | Aliança Renovadora Nacional ARENA                | 31 de janeiro de 1967   | 1° de fevereiro de 1971                 | Prefeito eleito pelo eleitorado municipal      | [ 4 ]  |
| 3°  | João Hipólito Rodrigues       |                                   | Aliança Renovadora Nacional ARENA                | 1° de fevereiro de 1971 | 1° de fevereiro de 1973                 | Prefeito eleito pelo eleitorado municipal      | [ 5 ]  |
| 4°  | José do Prado Novais Filho    |                                   | Aliança Renovadora Nacional ARENA                | 1° de fevereiro de 1973 | 1° de fevereiro de 1977                 | Prefeito eleito pelo eleitorado municipal      | [ 6 ]  |
| 5°  | João Hipólito Rodrigues       |                                   | Aliança Renovadora Nacional ARENA                | 1° de fevereiro de 1977 | 1° de fevereiro de 1983                 | Prefeito eleito pelo eleitorado municipal      | [ 7 ]  |
| 5°  | João Hipólito Rodrigues       | Partido Democrático Social PDS    |                                                  | 1° de fevereiro de 1977 | 1° de fevereiro de 1983                 | Prefeito eleito pelo eleitorado municipal      | [ 7 ]  |
| 6°  | Carlito Costa                 |                                   | Partido Democrático Social PDS                   | 1° de fevereiro de 1983 | 1° de janeiro de 1989                   | Prefeito eleito pelo eleitorado municipal      | [ 8 ]  |
| 7°  | Anatalino José de Azevedo     |                                   | Partido do Movimento Democrático Brasileiro PMDB | 1° de janeiro de 1989   | 1° de janeiro de 1993                   | Primeiro prefeito eleito em sufrágio universal | [ 9 ]  |
| 8°  | Amaury de Brito Oliveira      |                                   | Partido da Frente Liberal PFL                    | 1° de janeiro de 1993   | 1° de janeiro de 1997                   | Prefeito eleito em sufrágio universal          |        |
| 9°  | Edmundo Oliveira              |                                   | Partido da Frente Liberal PFL                    | 1° de janeiro de 1997   | 1° de janeiro de 2001                   | Prefeito eleito em sufrágio universal          | [ 10 ] |
| 10° | Edval Luz Silva               |                                   | Partido Progressista Brasileiro PPB              | 1° de janeiro de 2001   | 1° de janeiro de 2005                   | Prefeito eleito em sufrágio universal          |        |
| 10° | Edval Luz Silva               | Partido Progressista PP           | 1° de janeiro de 2005                            | 1° de janeiro de 2009   | Prefeito reeleito em sufrágio universal | [ 11 ]                                         |        |
| 11° | João Hipólito Rodrigues Filho |                                   | Partido Trabalhista Brasileiro PTB               | 1° de janeiro de 2009   | 1° de janeiro de 2013                   | Prefeito eleito em sufrágio universal          | [ 12 ] |
| 11° | João Hipólito Rodrigues Filho | Partido Socialista Brasileiro PSB | 1° de janeiro de 2013                            | 1° de janeiro de 2017   | Prefeito reeleito em sufrágio universal | [ 13 ]                                         |        |
| 12° | Edval Luz Silva               |                                   | Partido Trabalhista Brasileiro PTB               | 1° de janeiro de 2017   | 1° de janeiro de 2021                   | Prefeito eleito em sufrágio universal          | [ 14 ] |
| 12° | Edval Luz Silva               | Democratas DEM                    | 1° de janeiro de 2021                            | 1° de janeiro de 2025   | Prefeito reeleito em sufrágio universal | [ 15 ]                                         |        |
| 12° | Edval Luz Silva               | União Brasil UNIÃO                | 1° de janeiro de 2021                            | 1° de janeiro de 2025   | Prefeito reeleito em sufrágio universal | [ 15 ]                                         |        |
| 13° | Wellington Barbosa Silva      |                                   | Partido Social Democrático PSD                   | 1° de janeiro de 2025   | Incumbente                              | Prefeito eleito em sufrágio universal          | [ 16 ] |